# Francesco De Bartolomeis
Francesco De Bartolomeis (Pellezzano, 20 gennaio 1918 – Torino, 29 giugno 2023) è stato un pedagogista, critico d'arte e politico italiano.
Nel corso della sua carriera professionale si occupò, fra l'altro, dei problemi della scuola attiva, di psicopedagogia dell'infanzia e dell'adolescenza, di riforma della scuola, oltre ad essere un noto critico d’arte e autore di un centinaio di libri sulle due discipline. Per anni titolare della cattedra di pedagogia nell'università di Torino dal 1956 al 1988, era considerato uno dei più famosi pedagogisti della seconda metà del Novecento .

## Biografia
Allievo negli anni '30 a Firenze di Ernesto Codignola, da lui imparò ad apprezzare le teorie pedagogiche di John Dewey. Dopo la laurea venne avvicinato da Adriano Olivetti che lo aveva notato per alcuni suoi articoli pubblicati sulla rivista Il Ponte diretta da Piero Calamandrei e iniziò così a collaborare alla rivista Comunità . Ma la sua notorietà ebbe inizio quando Benedetto Croce lo spinse a pubblicare il suo primo libro, Esistenzialismo e idealismo .
Dopo una breve parentesi di insegnamento nel capoluogo toscano si trasferì a Torino nel 1956 dove tradusse per la casa editrice Loescher tutti gli autori più innovativi in campo pedagogico e teorizzò la sua maggiore intuizione: la pratica del lavoro di gruppo. Negli stessi anni un gruppo di studio sulle tecniche Freinet da lui avviato porterà all'apertura della sede torinese del Movimento di Cooperazione Educativa . Nel 1968 pubblicò il primo libro italiano di pedagogia dedicato alla scuola dell'infanzia, Il bambino dai tre ai sei anni, proprio nell'anno in cui la legge 444 la istituiva a livello nazionale.
Nel 1972 a Torino avviò una originale sperimentazione di laboratori a livello universitario con l’obiettivo di mettere a punto “strategie per avviare e sviluppare innovazioni nella scuola ordinaria” . Spostò i laboratori fuori dall'università per accentuare la distanza dalla pedagogia solo teorica e chiamò a tenere i corsi l'amico ed artista Piero Simondo .
Nel 1975 il Partito Comunista torinese lo candida come indipendente in consiglio comunale, nel quale entra dopo che un paio di eletti si dimettono per diventare assessori . In accordo con l'assessore all'istruzione Gianni Dolino avviò l'iniziativa del tempo pieno e delle mense scolastiche nelle scuole torinesi . Rieletto nel 1980, si dimise per poter proseguire liberamente la ricerca e gli insegnamenti .
Nel 1981 su impulso della giunta Novelli fece parte del primo consiglio direttivo che fondò il Festival Cinema Giovani  e il Torino Film Festival; rimarrà nel consiglio di amministrazione del Torino Film Festival fino al 2006.
La sua opera pedagogica ha segnato in modo determinante l’intero periodo storico tra il secondo dopoguerra e la stagione che va dal '68 alla globalizzazione, e a tutt’oggi presenta rilevanti implicazioni con la più stretta attualità.
Onorificenze
- A 99 anni fu insignito ad honorem dall’Accademia Albertina delle Belle Arti di Torino.

- A 105 anni fu insignito dell'onorificenza dell'Ordine al merito della Repubblica Italiana [14].

## Opere principali
- Idealismo ed esistenzialismo (Riccardo Ricciardi, Napoli, 1944)
- Introduzione alla didattica della scuola attiva (1953)
- La pedagogia come scienza (La Nuova Italia, 1953)
- Orientamenti attuali della scuola primaria (Loescher, 1967)
- Il bambino dai tre ai sei anni e la nuova scuola infantile (La Nuova Italia, 1968)
- Metodi e nuova cultura nella pedagogia d’oggi (Loescher, 1968)
- Cos'è la scuola attiva (Loescher, 1972)
- Valutazione e orientamento: Obiettivi strumenti e metodi (Loescher, 1975)
- Scuola a tempo pieno (Feltrinelli, 1972)
- Psicopedagogia e didattica nella programmazione educativa (Stampatori, Torino, 1978)
- La pratica del lavoro di gruppo (Loescher, 1978)
- Il sistema dei laboratori (Feltrinelli, 1978)
- Scalettone pedagogico - orientamenti per il lavoro educativo (1982)
- La ricerca come antipedagogia (Feltrinelli, 1983)
- Produrre a scuola (Feltrinelli, 1983)
- Scuola e territorio - verso un sistema formativo allargato (1983)
- Le attività educativa - organizzazione, strumenti, metodi (1983)
- L'arte contemporanea e noi. L'amore è figurativo o astratto? (1994)
- La scuola nel nuovo sistema formativo (1998)
- La tridimensionalità nell'arte contemporanea (2004)
- Riflessioni intorno al sistema formativo (2004)
- Arte oggi: il nuovo, il banale, l'offensivo (2007)